# 라힘 자페르
라힘 자페르(튀르키예어: Rahim Zafer, 1971년 1월 25일 ~ )는 튀르키예 출신의 축구 선수이다. 2003년 K리그 팀 대구 FC에서 활약하였으며 K리그에 등록된 공식 한글 이름은 라힘이다.

## 축구인 경력
2003년 대구 FC 입단 당시 터키 축구 국가대표팀 출신으로 유로 96 본선에서 활약하였으며 터키 슈퍼 리그 명문 베식타시 JK 출신으로 많은 기대를 가졌으나 14경기만 뛰고 퇴단하였다.